# Tenryū
Tenryū (天龍村?) è un villaggio giapponese della prefettura di Nagano.